# Kole Weathers
Kole est une super-héroïne appartenant à l'univers de DC Comics. Elle est connue principalement comme membre des Teen Titans.

## Autres médias

### Série animée Teen Titans
Kole apparait dans la série animée Teen Titans : Les Jeunes Titans, où elle est l'amie et camarade de caverne de Gnaark. Bien que, contrairement à lui, elle soit originaire du monde du haut, et connaisse donc les hautes technologies, elle s'est réfugié avec lui pour échapper à ceux qui souhaitaient utiliser son pouvoir.
Kole a été entièrement retravaillée pour la série, jusqu'à devenir une version adolescente d'elle-même. Elle possède des cheveux roses, avec deux mèches dressées comme des antennes. Son pouvoir a aussi été modifié : au lieu de créer des cristaux et de voler, elle se change elle-même en cristal extrêmement résistant, et fait ainsi office d'arme à Gnaark, qui se sert d'elle comme une massue ou un boomerang.
Kole apparaît dans l'épisode portant son nom, où les Titans, à la poursuite du Dr. Light, trouvent son refuge et celui de Gnaark. Ils se lient d'amitié avec eux, et aident plus tard Gnaark à sauver Kole de Light. Après cette aventure, ils offrent un communicateur à tous deux pour qu'ils puissent les appeler en cas de besoin.
Dans Appel à tous les Titans, la Confrérie du Mal localise Kole et Gnaark grâce au communicateur volé à Robin par Madame Rouge. Tous deux sont ainsi attaqués et écrasés sous le nombre par Gizmo et Billy Numerus. Cyborg, qui partait les secourir, est intercepté par Mammoth. Cependant, ils parviennent à échapper à la capture par un moyen inconnu (peut-être avec l'aide de Cyborg), et, dans Tous à l'attaque, viennent avec Cyborg porter secours aux Titans réunis par Changelin pour combattre la Confrérie.